# The Dangerous Summer (banda)
The Dangerous Summer é uma banda estadunidense de indie rock formada em 2006. Esta atualmente formada por AJ Perdomo (baixo, voz), Cody Payne (guitarra), Bryan Czap (guitarra) e Tyler Minsberg (bateria).
A banda se formou em agosto de 2006 em Ellicott City. O nome da banda foi baseado no livro de Ernest Hemingway, O verão perigoso (The dangerous summer ). Com AJ Perdomo (voz, baixo), Bryan Czap (guitarra), Tyler Minsberg (bateria) e Cody Payne (guitarra), em 2007 lançaram o EP There Is No Such Thing as Science.. Em abril de 2007 firmarão com Hopeless Records e lançaram seu primeiro EP com um novo nome, If You Could Only Keep Me Alive, que incluiu novas canções. Em 5 de maio de 2009 a banda lançou seu primiero álbum de estúdio, Reach for the Sun,

## Membros
Membros atuais

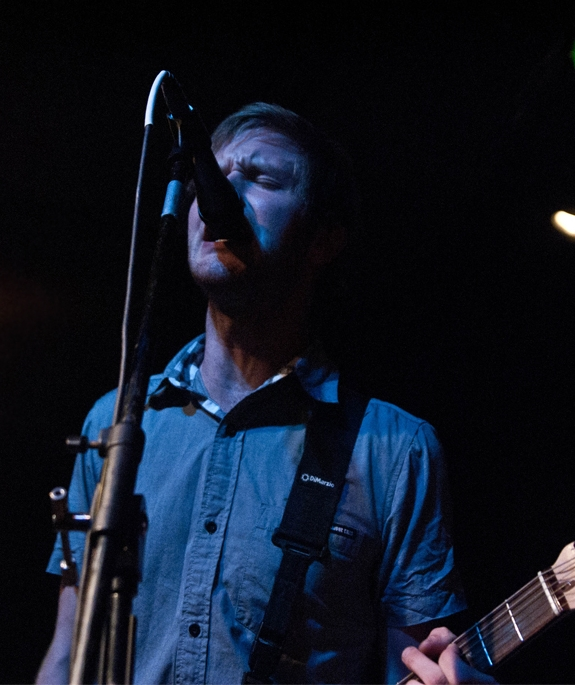
Cody Payne.

- AJ Perdomo: voz, baixo (2006-presente)
- Cody Payne: guitarra (2006-presente)
- Matt Kennedy: guitarra (2012-presente)
- Ben Cato: bateria (2012-presente)

Membros anteriores
- Bryan Czap: guitarra (2006-2011)
- Tyler Minsberg: bateria (2006-2011)

## Discografia

### Álbuns de estúdio
- Reach for the Sun (2009)
- War Paint (2011)
- Golden Record (2013)
- The Dangerous Summer (2018)[6][7][8]

### EP
- If You Could Only Keep Me Alive (2007)[9]

### Ao vivo
- Live In Baltimore(2010)[10]

## Turnês
The Dangerous Summer, The Morning Light (Estados Unidos), 22–30 junho de 2007
- Holiday Parade Summer 2007

Holiday Parade, The Dangerous Summer (Estados Unidos), 17 de julho - 19 de julho, 1–6 Agosto de 2007
- Warped Tour 2007

Kevin Says Stage: The Dangerous Summer, My American Heart (Estados Unidos), 20–23 de julho de 2007
- The Dangerous Summer / Mercy Mercedes

The Dangerous Summer, Mercy Mercedes, Between the Trees, Single File (Estados Unidos), 10–24 de novembro de 2009
- Give It a Name Introduces UK Tour 2010

The Swellers, Anarbor, The Dangerous Summer, The Wild, Rio (Reino Unido), 26 de abril - 6 maio de 2010
- Vultures Unite Tour

VersaEmerge, Anarbor, The Dangerous Summer, Conditions (América do Norte), 21 de outubro - 22 de novembro de 2010
- Francesqa UK Tour

Francesqa, The Dangerous Summer (Reino Unido), 11–27 de fevereiro de 2011
- The TerminaTour

Ten Second Epic, Brighter Brightest, The Dangerous Summer (Canadá), 21 de março – 14 de abril de 2012

## Ligações  externas
- Sitio web oficial de The Dangerous Summer